# Torneo de Cali
El Torneo de Cali (o Copa Oster, por motivos comerciales) es un torneo profesional femenino de tenis disputado sobre tierra batida, perteneicente a la categoría WTA 125. Se celebra anualmente en Cali, Colombia, desde 2008. La primera edición del torneo se llevó a cabo en Bogotá en 2007.

## Historia
I Copa Bionaire - USD $ 25.000 - 11 a 19 de agosto de 2007. Bogotá, Colombia
La primera Copa Bionaire se llevó a cabo en el Country Club Los Arrayanes con más de 55 jugadores participantes de 13 países diferentes de todo el mundo. La ganadora fue la brasileña Pereira Teliana y el subcampeón fue Federica Piedade de Portugal. En la categoría de dobles, los ganadores fueron Joana Cortés y Roxana Vaisemnberg de Brasil.
II Copa Bionaire - USD $ 25.000 - 2 al 10 de febrero de 2008. Cali, Colombia
La segunda Copa Bionaire se celebró en el Club Farallones de Cali, Colombia como el mayor evento de la ITF de tenis femenino y el más importante realizado en la ciudad ese año. Más de 61 jugadores participaron de 19 países de todo el mundo. La ganadora en la categoría de individual fue Matilde Johansson de Francia, derrotando canadiense Ekaterina Shulaeva. En dobles, las ganadoras fueron Mailen Auroux de Argentina y de Uruguay Estefania Craciun.
III Copa Bionaire - USD $ 50.000 - 7 a 15 de febrero de 2009. Cali, Colombia
La tercera edición del Copa Bionaire fue el torneo más importante de la ITF profesional de las mujeres en América Latina. Tuvo lugar en el Club de Campo y tenía 56 jugadores participantes de 25 países diferentes, 3 de los jugadores en el top 100 jugadores de tenis femenino de la ITF. La ganadora fue Anastasia Yakimova de Bielorrusia que derrotó a Rosanna de los Ríos de Paraguay. En dobles, las ganadoras fueron Betina Jozami de Argentina y Arantxa Parra de España.
IV Copa Bionaire - USD $ 75.000 - 6 hasta 14 de febrero de 2010. Cali, Colombia
La cuarta edición de la Copa Bionaire fue el torneo más importante de la ITF profesional de las mujeres en América Latina ese año. Se llevó a cabo en el Country Club de Cali y tenía 62 jugadores participantes procedentes de 20 países diferentes, 6 de los jugadores se clasificaron en los primeros 100 tenistas de la ITF como Polona Hercog de Solvenia que ganó ese año superando colombiano Duque Mariana. En dobles, el equipo ganador fue Polona Hercog de Solvenia y Edina Gallovits de Rumania.
V Copa Bionaire - USD $ 100.000 - 3 a 13 feb 2011 Cali, Colombia
La Copa Bionaire se ha convertido en el torneo profesional más relevante ITF de las mujeres en toda América Latina. Una vez más, el torneo tuvo lugar en el Club Campestre de Cali y contaba con 58 jugadores participantes de 22 países diferentes de todo el mundo, cinco de los cuales fueron clasificados en el top 100 y 23 en el top 200. La ganadora fue Irina-Camelia Begu de Rumania, que también ganó el torneo de dobles junto a su compañero de equipo y compatriota rumana Elena Bogdan.
VI Copa Bionaire - USD $ 100.000 + H - 4-12 de febrero de 2012 Cali, Colombia
En febrero de 2012 la VI Copa Bionaire se llevó a cabo con un premio mayor de $ 100,000 + H, desarrollándose en un torneo aún más grande y ofrece una clasificación más alta para los jugadores de la WTA. La ITF considera que la Copa Bionaire como la copa de tenis más importante de América Latina que reúne a algunos de los mejores jugadores internacionales de tenis femenino de Cali, Colombia. La ganadora fue Alexandra Dulgheru de Rumania quien derrotó a Mandy Minella de Luxemburgo. En dobles, las ganadoras fueron Karin Knapp de Italia y Mandy Minella Luxemburgo
VII Copa Bionaire - USD $ 125,000 + H - 9 a 17 de febrero de 2013 Cali , Colombia
En febrero de 2013 la VI Copa Bionaire se llevará a cabo con un premio récord de US $ 125,000 + H, desarrollándose en un torneo aún más grande y ofrece una clasificación más alta para los jugadores de la WTA. El torneo de categoría WTA comienza cirucit de tenis de mujeres en América Latina.

## Historial

### Individuales
| Año              | Campeona            | Subcampeona         | Resultado     |
| ---------------- | ------------------- | ------------------- | ------------- |
| ↓ ITF $25.000 ↓  |                     |                     |               |
| Bogotá           |                     |                     |               |
| 2007             | Teliana Pereira     | Frederica Piedade   | 7–6(7–2), 6–2 |
| Cali             |                     |                     |               |
| 2008             | Mathilde Johansson  | Ekaterina Shulaeva  | 3–6, 6–0, 6–1 |
| ↓ ITF $50.000 ↓  |                     |                     |               |
| 2009             | Anastasiya Yakimova | Rossana de los Ríos | 6–3, 6–0      |
| ↓ ITF $75.000 ↓  |                     |                     |               |
| 2010             | Polona Hercog       | Mariana Duque       | 6–4, 5–7, 6–2 |
| ↓ ITF $100.000 ↓ |                     |                     |               |
| 2011             | Irina-Camelia Begu  | Laura Pous Tió      | 6–3, 7–6(7–1) |
| 2012             | Alexandra Dulgheru  | Mandy Minella       | 6–3, 1–6, 6–3 |
| ↓ WTA 125 ↓      |                     |                     |               |
| 2013             | Lara Arruabarrena   | Catalina Castaño    | 6-3, 6-2      |
| 2023             | Nadia Podoroska     | Paula Ormaechea     | 6-4, 6-2      |
| 2024             | Irina-Camelia Begu  | Veronika Erjavec    | 6-3, 6-3      |

### Dobles
| Años             | Campeonas                             | Subcampeonas                           | Resultado             |
| ---------------- | ------------------------------------- | -------------------------------------- | --------------------- |
| ↓ ITF $25.000 ↓  |                                       |                                        |                       |
| Bogotá           |                                       |                                        |                       |
| 2007             | Joana Cortez Roxane Vaisemberg        | Ana-Clara Duarte Teliana Pereira       | 5–7, 6–4, 6–4         |
| Cali             |                                       |                                        |                       |
| 2008             | Mailen Auroux Estefania Craciun       | Melanie Klaffner Ksenia Milevskaya     | 6–1, 6–4              |
| ↓ ITF $50.000 ↓  |                                       |                                        |                       |
| 2009             | Betina Jozami Arantxa Parra Santonja  | Frederica Piedade Anastasiya Yakimova  | 6–3, 6–1              |
| ↓ ITF $75.000 ↓  |                                       |                                        |                       |
| 2010             | Edina Gallovits Polona Hercog         | Estrella Cabeza Candela Laura Pous Tió | 3–6, 6–3, [10–8]      |
| ↓ ITF $100.000 ↓ |                                       |                                        |                       |
| 2011             | Irina-Camelia Begu Elena Bogdan       | Ekaterina Ivanova Kathrin Wörle        | 2–6, 7–6(8–6), [11–9] |
| 2012             | Karin Knapp Mandy Minella             | Alexandra Cadanțu Raluca Olaru         | 6–4, 6–3              |
| ↓ WTA 125 ↓      |                                       |                                        |                       |
| 2013             | Catalina Castaño Mariana Duque Marino | Florencia Molinero Teliana Pereira     | 3-6, 6-1, [10-5]      |
| 2023             | Weronika Falkowska Katarzyna Kawa     | Kyoka Okamura Xiaodi You               | 6-1, 5-7, [10-6]      |
| 2024             | Veronika Erjavec Kristina Mladenovic  | Tara Würth Katarina Zavatska           | 6-2, 7-6(7-4)         |